# Chrosiothes perfidus
Chrosiothes perfidus là một loài nhện trong họ Theridiidae.
Loài này thuộc chi Chrosiothes. Chrosiothes perfidus được miêu tả năm 1997 bởi Marques & Buckup.